# اویسترس
اویسترس (روسی: Ойстерс) شرکت الکترونیک روس است، که در سال ۲۰۱۱ تأسیس شد.